# Hemitheconyx
Hemitheconyx è un genere di piccoli gechi della famiglia Eublepharidae. Questo genere è endemico dell'Africa e comprende solo due specie.

## Descrizione
Sono sauri di media taglia, di aspetto tozzo, con pelle rugosa. Sono sprovvisti di lamelle subdigitali e sono quindi prevalentemente terrestri. Come gli altri eublefaridi sono dotati di palpebre funzionali.

## Biologia
Hanno abitudini notturne e prediligono i climi piuttosto aridi. Si nutrono di insetti.

## Specie
Il genere Hemytheconyx comprende due specie:
- Hemitheconyx caudicinctus (Duméril, 1851) - geco africano a coda grassa (o geco a coda grassa)
- Hemitheconyx taylori Parker, 1930